# Wild Things: Foursome
Wild Things: Foursome (bra: Garotas Selvagens 4) é o quarto filme da série Wild Things. O filme foi lançado diretamente em vídeo em 2010.

## Elenco
- Ashley Parker Angel como Carson Wheetly
- Jillian Murray como Brandi Cox
- Marnette Patterson como Rachel Thomas
- Jessie Nickson como Linda Dobson
- John Schneider como Detetive Frank Walker
- Ethan S. Smith como George Stuben
- Cameron Daddo como Ted Wheetly
- Marc Macaulay como Capitão Blanchard
- Josh Randall como Shane Hendricks